# Richard Mulrooney
Richard Mulrooney (Memphis, 3 novembre 1976) è un ex calciatore statunitense, di ruolo centrocampista.